# Austrosignum latifrons
Austrosignum latifrons är en kräftdjursart som beskrevs av Menzies 1962. Austrosignum latifrons ingår i släktet Austrosignum och familjen Paramunnidae. Inga underarter finns listade i Catalogue of Life.